# 圣菲德利斯
圣菲德利斯是巴西里约热内卢州的一个市镇。总面积1028.095平方公里，总人口39256人，人口密度38.2人/平方公里。